# Opisthoxia geryon
Opisthoxia geryon là một loài bướm đêm trong họ Geometridae.